# Torlit becgròs dels esculls
El Torlit becgròs dels esculls (Esacus magnirostris) és una espècie d'ocell de la família dels burrínids (Burhinidae) que habita vores de rius i costes des de les illes Andaman, Península Malaia i Filipines, cap a l'est, a través d'Indonèsia, Nova Guinea i l'arxipèlag de Bismarck fins a les Illes Salomó, Nova Caledònia, i la costa nord i nord-est d'Austràlia.